# Municipio de Guachinango
El municipio de Guachinango es un municipio de la Región Costa-Sierra Occidental del estado de Jalisco, México.

## Toponimia
Su nombre proviene del náhuatl y significa: "lugar cercado de árboles".

## Historia

### Época Prehispánica.
En la antigüedad, Guachinango fue un señorío independiente establecido en un lugar distinto a donde se encuentra en la actualidad, posiblemente cercano al rancho denominado hoy Guachinango o en la cima y faldas del cerro de San Francisco. Fue un centro que desarrolló sus propios recursos y tuvo que aprender los adelantos que se realizaban en otras partes. Cultivaban el maíz, el frijol y la calabaza; usaban la coa para sembrar; fabricaron vasijas y artesanías; tenían creencias y ceremonias religiosas y prácticas funerarias. Sus casas las construían de troncos y varas que recubrían de lodo y techaban de zacate. La parte norte de la actual jurisdicción municipal, sobre todo la comprendida en la ribera del río Ameca, estuvo habitada por pueblos de la cultura denominada de las “tumbas de tiro”, con su característica de las cámaras sepulcrales. Hablaban el náhuatl. Sus relaciones con los pueblos vecinos no fueron pacíficas y sostenían frecuentes guerras.

### Época Colonial.
El primer grupo conquistador que llegó a Guachinango fue el del capitán Francisco Cortés de Sanbuenaventura, hacia 1526. Después, Nuño de Guzmán, arrebatando a Hernán Cortés sus conquistas, nombró en 1535 a don Pedro de Ulloa como primer encomendero de Guachinango y su provincia. Posteriormente, fueron encomenderos del lugar don Francisco de Estrada y don Luis de Ahumada.
Por mucho tiempo, la fundación de Guachinango giró en torno a un documento falso que contribuyó a la confusión y a la mentira. Guachinango no fue fundado el 8 de diciembre de 1533 como asienta el “título” apócrifo. Su fundación española- si es que la hubo- fue posterior a 1543, tal vez en 1544 o 1545. Lo más probable es que se inició como uno de los 215 reales de minas que serpenteaban en 1550 la enorme Provincia y Minas de Guachinango. El descubrimiento de las primeras minas se debió al capitán Juan Fernández de Híjar por indicaciones de Cristóbal de Oñate.
La Alcaldía del Real y Minas de Guachinango abarcó durante toda la época colonial los territorios que hoy  comprenden a los municipios de Guachinango, Mixtlán, Atenguillo, Talpa y Mascota en Jalisco y Amatlán de Cañas en Nayarit. Los primeros religiosos que evangelizaron en este lugar fueron los franciscanos, entre otros, Fray Francisco Lorenzo y Fray Andrés de Córdoba. Después, hacia 1548, se nombró al primer clérigo o cura beneficiado, convirtiéndose en parroquia. Durante toda esta época, el Real y Minas de Guachinango, fue uno de los productores de plata más importantes de la Nueva Galicia.

### SigloXIX.
Durante este siglo, Guachinango siguió figurando como importante centro minero. Al iniciar la guerra por la Independencia, fue muy notoria su  participación a favor de la causa insurgente hasta llegar a la destitución de su  Subdelegado Don Gabriel Murillo, por haber ayudado con dinero al Cura José María Mercado.
Un acontecimiento importante para la vida religiosa del lugar, lo constituyó el arribo y bendición de la nueva imagen de Nuestra Señora de la Purificación – llamada entonces de la Candelaria – el 1° de febrero de 1880. Esta hermosa imagen patronal, fue realizada en Guadalajara, según el Canónigo Luis Enrique Orozco Contreras, por el escultor Victoriano Acuña.
Ya para finalizar  el siglo, el 7 de mayo de 1885, Guachinango fue elevado a la categoría de Municipio, según el  decreto número 136 del Congreso del Estado de Jalisco.

### SigloXX.
En esta centuria, Guachinango cambió a grandes pasos. Inició el siglo acorde con la paz y el orden porfirianos imperantes en todo el país. Después, la Revolución de 1910-1917 trajo a Guachinango envuelto en la vorágine revolucionaria. Durante estos años, es tristemente recordada la fecha del 27 de mayo de 1914, cuando ocurrió el incendio de la población por el guerrillero Ignacio Soto y sus huestes, que además raptaron a un número considerable de jovencitas. Esto y la promesa de volver a acabar con el pueblo, dio origen a la tradición religiosa denominada “Las Coronas “ iniciadas en 1915 por el señor cura Don Bibiano M. MENA.
En 1926-1929 Guachinango vuelve a participar, ahora en la “guerra cristera”, con algunos enfrentamientos contra el gobierno, como el del 17 al 21 de marzo de 1928 que culminó con la muerte de un aguerrido cristero: Jesús Ramírez Martínez. Después, en 1929, el martirio de su párroco señor cura Don José María Galindo, acaecido en Mascota, Jalisco.
La minería, en la década de los veinte, tuvo un pequeño despertar. Los mineros, extranjeros la mayoría – Don Julio Flebbe, Don Guillermo A. Burr – quisieron con sus compañías, iniciar el resurgimiento de la  minería, pero con el advenimiento de la “guerra cristera” todo terminó.
Los años treinta y cuarenta se distinguieron ya por la estabilidad. Los ayuntamientos, ya sin temor, fueron más organizados y se preocuparon  por la educación, por contar con oficinas propias, por la introducción del agua potable.
Luego, al iniciar los años cincuenta, el pueblo se maravilló con la acción de su párroco Don José del Refugio Hernández Guerrero: el templo quedó transformado en una construcción blanca forrada con pedacería de porcelana. 
Se construyó un Centro Escolar en 1964, luego un Centro de Salud; la luz eléctrica llega en 1968.  A principios  de los ochenta, un nuevo resurgimiento de la minería, ahora con la mina  “El Barqueño” una de las minas de oro más importantes del país y que levantó tanto revuelo; en 1983-1985 se edifican la Escuela Secundaria y la Unidad Deportiva y se funda una Biblioteca Pública. En 1987, se inaugura el servicio telefónico.
La carretera, el sueño, se convierte al fin en realidad, en marzo de 1992. El establecimiento de la Misión Cultural N° 163 en el período 1992-1995 trajo consigo un despertar en la cultura. En este mismo lapso se remodeló la plaza principal y, el 30 de enero de 1994, se inauguró el “Museo Histórico de Guachinango”.

## Descripción geográfica

### Ubicación
El municipio de Guachinango se localiza en la región Costa-Sierra Occidental del estado de Jalisco. Sus municipios colindantes son Ameca, San Sebastián del Oeste, Atengo, Mascota y Mixtlán (además de colindar con le Estado de Nayarit). Tiene una extensión territorial de 936.49 kilómetros cuadrados.
Guachinango colinda al norte con el estado de Nayarit; al este con el estado de Nayarit y el municipio de Ameca; al sur con el municipio de Mixtlán; al oeste con los municipios de Mixtlán, Mascota y San Sebastián del Oeste.

## Medio físico
La roca predominante es la extrusiva ácida (48.9%) se trata de rocas ígneas de origen volcánico vertido a la superficie a través de fisuras o volcanes. El suelo predominante es el regosol (42.6%), son de poco desarrollo, claros y pobres en materia orgánica pareciéndose bastante a la roca que les da origen. Son someros con fertilidad variable y su productividad se relaciona a su profundidad y pedregosidad. El cultivo de granos tiene resultados moderados a bajos y para uso forestal y pecuario tienen rendimientos variables. El bosque (49.2%) es el uso de suelo dominante en el municipio.

### Hidrografía
Los tipos de recursos hídricos del municipio están constituidos por aguas subterráneas, ríos y lagos. El territorio está ubicado dentro de 5 acuíferos de los cuales el 0% no tienen disponibilidad y el 100.0% se encuentra con disponibilidad de agua subterránea.
El territorio municipal está dentro de las cuencas Ameca Pijinto, Atenguillo, Tacotán de las cuales el 100.0% tienen disponibilidad y el 0% presentan déficit de disponibilidad de agua superficial.
El municipio está rodeado en dos terceras partes por subcuencas hidrológicas: río Atenguillo y Alto Río Ameca, pertenecientes a la región hidrológiac Pacífico centro. Los arroyos son: Peñaranda, el Tecolote, Los Timbres y El Guachinango. 
Así como manantiales importantes como el que se encuentra ubicado en "El Tablillo". 

### Clima, temperatura y precipitación
La mayor parte del municipio Guachinango (69.8%) tiene clima semicálido semihúmedo. La temperatura media anual es de 19.1 °C, mientras que sus máximas y mínimas promedio oscilan entre 32.3 °C y 9.4 °C respectivamente. La precipitación media anual es de 978mm. El régimen de lluvias se registra en julio, agosto y septiembre. El promedio anual de días con heladas es de 3. Los vientos dominantes son en dirección del sureste al noroeste.

## Áreas naturales protegidas
Guachinango alberga 1 área natural protegida con una superficie de 42,572.38 hectáreas (ha) lo que representa el 45.5% de todo el territorio municipal. El ANP lleva por nombre Cuenca Alimentadora del Distrito Nacional de Riego 043, Nayarit.

## Sequía
A nivel municipal la sequía extrema es la que tiene una mayor distribución con un 57.3%, seguido por la severa, excepcional y moderada con el 17, 15 y 6 por ciento respectivamente.

## Flora y fauna

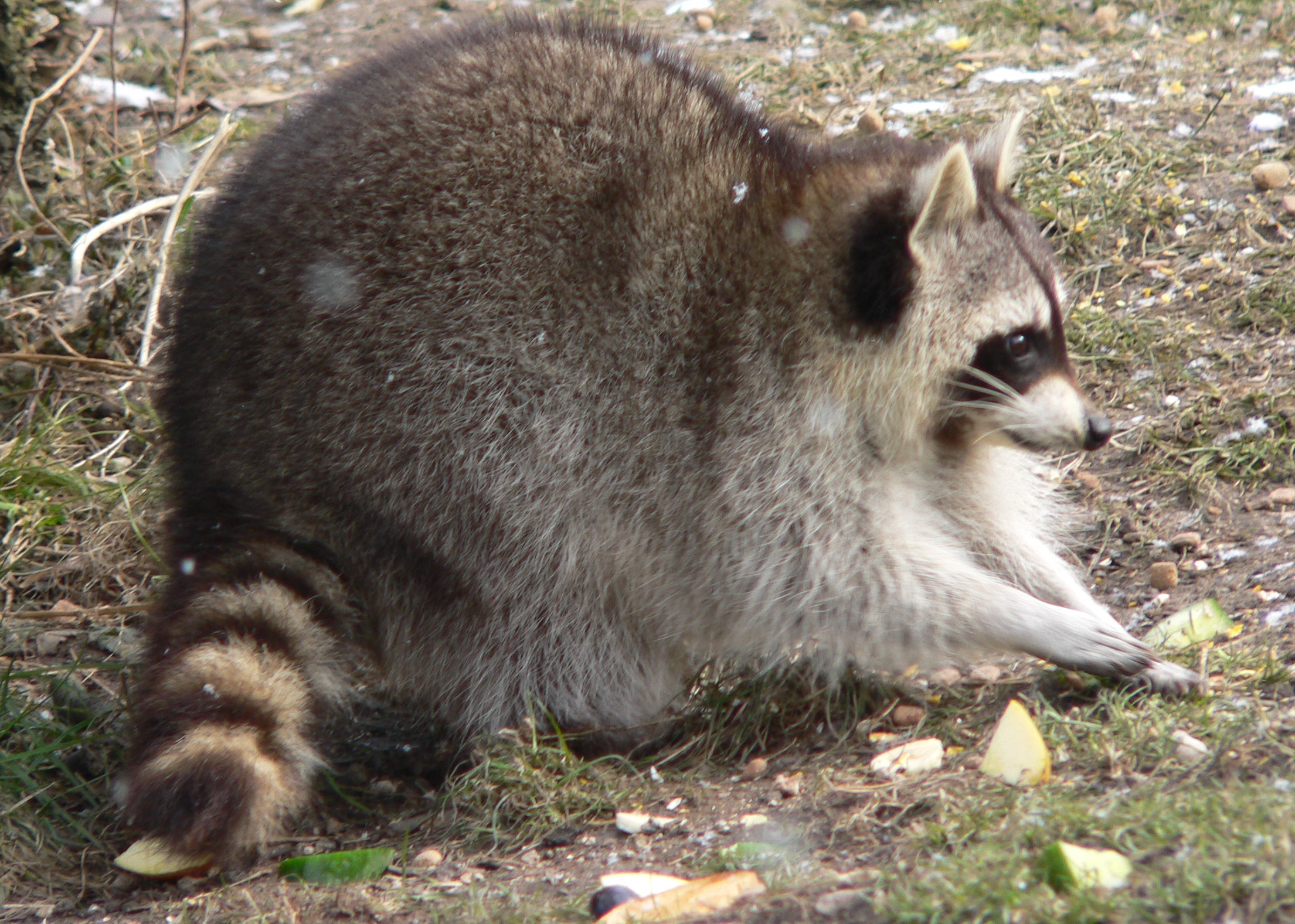
El mapache habita en el municipio.

La vegetación es abundante en general. En la región montañosa existen pino, roble, pinabete, encino y montenegro.
La fauna del municipio se reduce a mamíferos menores, tales como venado, coyote, zorra, conejo, tejón, ardilla, jabalí, mapache, zorrillo y diversos tipos de aves.

## Infraestructura
El municipio cuenta con 16 servicios públicos, de los cuales destacan 20 escuelas, seguido de 16 instalaciones deportivas o de recreación y templos con 9.

### Salud
De acuerdo con los registros de la secretaría de salud, en el municipio se encuentran 5 unidades de servicio de salud como lo son consultorios, hospitales generales y especializados, oficinas administrativas, farmacias, laboratorios, unidades de medicina familiar, de especialidades médicas y móviles. De las cuales 4 corresponden a la Secretaría de Salud (SSJ), 1 unidad de salud es del Instituto de Seguridad y Servicios Sociales para los Trabajadores del Estado (ISSSTE).

## Demografía y localidades
Según el Censo de Población y Vivienda 2020, su población en ese año era de 4,199 personas; de las cuales el 51.3 por ciento eran hombres y 48.7 por ciento mujeres. Comparando este volumen poblacional con el del año 2015 (4,184 habitantes), se observa que la población municipal aumentó un 0.36 por ciento en cinco años.

### Localidades
En 2020 Guachinango contaba con 52 localidades, de éstas, 4 eran de dos viviendas y 22 de una. La localidad de Guachinango era la más poblada, con 2,124 personas, que representaban el 50.6% de la población del municipio; le seguía La Ciénega de los Ahumada con el 6.4%, Llano Grande con el 5.8%, Amajaquillo con el 5.2% y El Ranchito con el 4.1% del total.
| Código INEGI      | Localidad         | Población (2020) |
| ----------------- | ----------------- | ---------------- |
| 140380001         | Guachinango       | 2 124            |
| Otras localidades | Otras localidades | 2 075            |
| Total municipal   | Total municipal   | 4 199            |

## Migración
El índice de intensidad migratoria se ubicó en 60.51 puntos lo que representa un grado de intensidad migratoria Alto.

## Pobreza por carencia social
Respecto a las carencias sociales en 2020, destaca que el indicador de carencia por acceso a la seguridad social es el acceso a la seguridad social, con un 77.8 por ciento, que en términos absolutos representa 3,282 habitantes. En contraste, el que menos proporción de población presentó fue el de calidad y espacios de la vivienda, con el 6.6 por ciento. Otros indicadores como acceso a servicios de salud, rezago educativo, acceso a servicios básicos de la vivienda y a alimentos con 28, 25, 18 y 7 por ciento respectivamente.

## Economía y empleo
Conforme a la información del Directorio Estadístico Nacional de Unidades Económicas (DENUE) de INEGI, el municipio de Guachinango cuenta con 152 unidades económicas al mes de mayo de 2024 y su distribución por sectores revela un predominio de establecimientos dedicados a Servicios, siendo estos el 50% del total en el municipio.

### Empleos
Para junio de 2024 el IMSS reportó un total de 176 trabajadores asegurados, lo que representó para el municipio de Guachinango un incremento anual de 9 trabajadores en comparación con el mismo mes de 2023, debido al alza del registro de empleo formal de algunos de sus grupos económicos principalmente el de Ganadería. En función de los registros del IMSS el grupo económico que más empleos presentó dentro del municipio de Guachinango fue el de Servicios financieros y de seguros (bancos, financieras, compañías de seguros, etc.), ya que en junio de 2024 registró un total de 94 trabajadores concentrando el 53.41% del total de asegurados en el municipio. El segundo grupo económico con más trabajadores asegurados fue el de Ganadería, que para junio de 2024 registró 80 trabajadores asegurados que representan el 45.45% del total de trabajadores asegurados a dicha fecha. El tercer grupo con más resgitros ante el IMSS es el de Compraventa de prendas de vestir y otros artículos de uso personal con apenas un 0.5%.

## Índice de desarrollo municipal (IDM)
Guachinango obtiene un desarrollo institucional Muy Bajo con un IDM-I de 42.1.

## Promedio mensual de carpetas de investigación abiertas
Durante el periodo de junio de 2023 a mayo de 2024, se abrieron un total de 45 carpetas de investigación con un promedio mensual de 4 carpetas abiertas en donde el delito con mayor investigación fue el de despojo.

## Turismo
Arquitectura
- Hacienda de Guachinango.
- Hacienda de Guachinanguillo.
- Ruinas de molino de metales

Artesanías
- Elaboración de: talabartería, costura y bordados, dulces, bolitas de Guayaba; cera y parafina.

Iglesias
- Capilla la Milagrosa.
- Templo de Santa María de la Purificación.
- Capilla de San Francisco de Asís. (La Estanzuela)
- Capilla de Nuestra Señora del Refugio. (El Tablillo)

Museos
- Museo Histórico de Guachinango.

## Fiestas
- Fiesta en Honor de la Virgen de la Candelaria. Del 24 de enero al 2 de febrero.
- Fiesta cívica del "5 de Febrero". (El Tablillo).